# Beskidy Huculskie
Beskidy Huculskie – funkcjonujące przed II wojną światową określenie z zakresu geografii turystycznej obejmujące tereny górskie położone na południowym wschodzie II Rzeczypospolitej, zamieszkane przez Hucułów. Na Beskidy Huculskie składały się pasma górskie położone na północ oraz południowy wschód od Czarnohory, tj.
- Beskidy Pokucko-Bukowińskie,
- Połoniny Hryniawskie,
- Świdowiec,
- Góry Czywczyńskie.

Od Beskidów Huculskich należy odróżnić Beskid Huculski, który – zgodnie z opisem z 1933 roku – obejmował tereny „pomiędzy dalszemi biegami Prutu i Czeremoszów”, czyli teren pokrywający się z dzisiejszymi Beskidami Pokucko-Bukowińskimi.